# 許光義
许光义（？—930年），五代十国后唐官员。
许光义自称是礼部侍郎许孟容之孙。天祐初年，许光义将同姓人谯县主簿名衔选授亳州蒙城簿，历任州县职官。後唐明宗天成四年（929年）七月壬午，以给事中、判大理卿事许光义担任御史中丞，许光义谢，赐绢五十疋，银器一事。八月，御史中丞许光义为仪仗使。长兴元年（930年）九月，以御史中丞许光义为兵部侍郎，十一月丁丑，故兵部侍郎许光义加赠礼部尚书。

## 注
1. ↑  《册府元龟》卷九百二十四·总录部·诈伪
2. ↑  《册府元龟》卷五百十三·宪官部·褒赏